# Baranek Boży

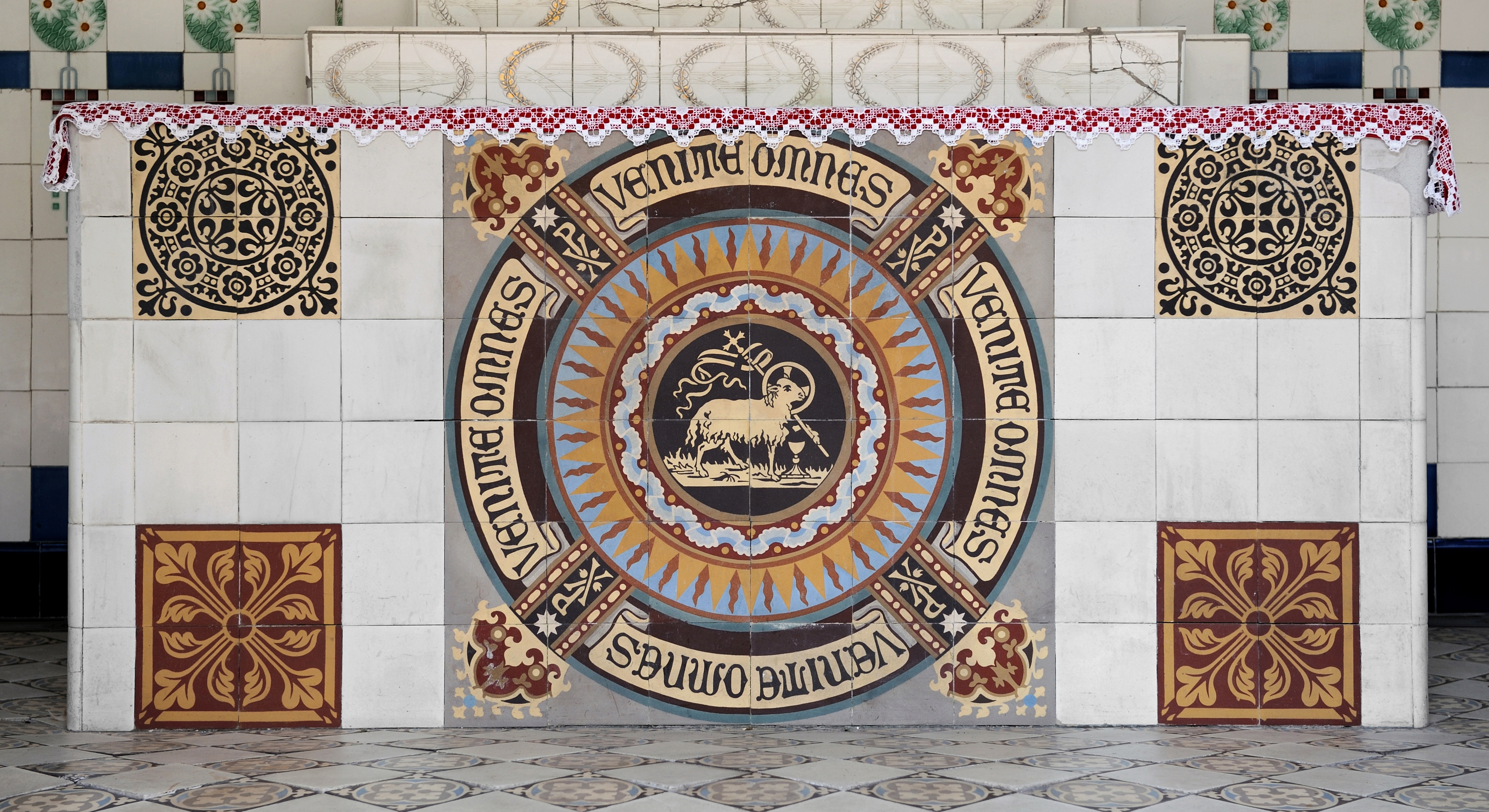
Agnus Dei na ołtarzu kaplicy w Kehlen

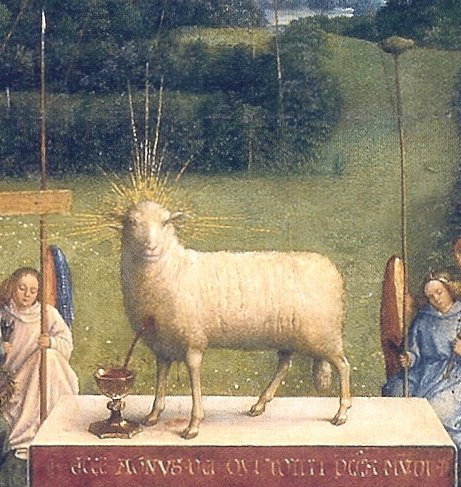
Baranek Boży z Ołtarza Gandawskiego Huberta i Jana van Eyków

Baranek Boży (łac. Agnus Dei) – tytuł, którego w Nowym Testamencie używał wobec Jezusa Chrystusa Jan Chrzciciel (J 1, 29). Jest to odwołanie do nauki starotestamentowej, w której baranek jest ofiarą składaną Bogu i ważnym elementem celebracji święta Paschy (Wj 12, 1-11). Baranek Boży symbolizuje ofiarę Jezusa na krzyżu, którą złożył dla odkupienia ludzkości (Iz 53, 7).
Agnus (łac. Baranek) w połączeniu z dopełniaczem słowa Deus (łac. Bóg) – Dei – tworzy znane wyrażenie Agnus Dei, co dosłownie znaczy Baranek Boga, choć w języku polskim zwykle tłumaczone jest za pomocą przymiotnika: Baranek Boży. Ten związek frazeologiczny pochodzi z Wulgaty, tj. Biblii tłumaczonej na łacinę przez św. Hieronima ze Strydonu, gdzie Jan Chrzciciel wypowiada się tymi słowy: Ecce Agnus Dei, ecce qui tollit peccatum mundi („Oto Baranek Boży, który gładzi grzech świata”; Ewangelia według świętego Jana 1, 29). Wszyscy są odkupieni przez krew Chrystusa, przelaną na krzyżu na podobieństwo krwi baranka, którą oznaczano w noc paschalną drzwi Izraelitów w Egipcie. Krew Baranka – Chrystusa oczyszcza nas z grzechów.

## Agnus Deiw liturgii
Śpiew Baranku Boży wykonuje się podczas Mszy Świętej bezpośrednio przed Komunią Świętą, należy do stałych części Mszy Świętej.
„Baranku Boży” śpiewa się również podczas Komunii w Kościele luterańskim, ma jednak nieco inne brzmienie niż w katolicyzmie.

## Agnusek

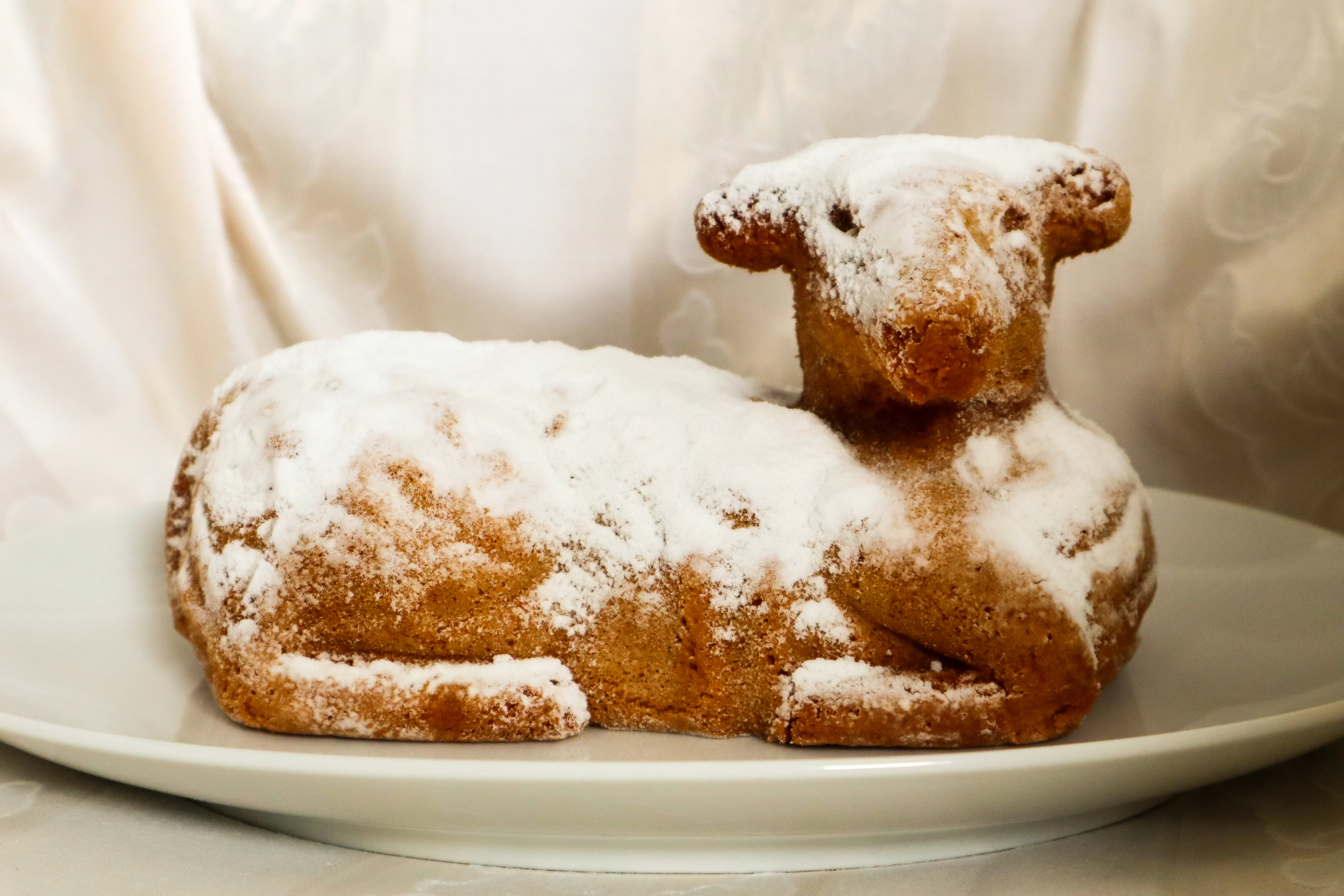
figurka baranka z ciasta

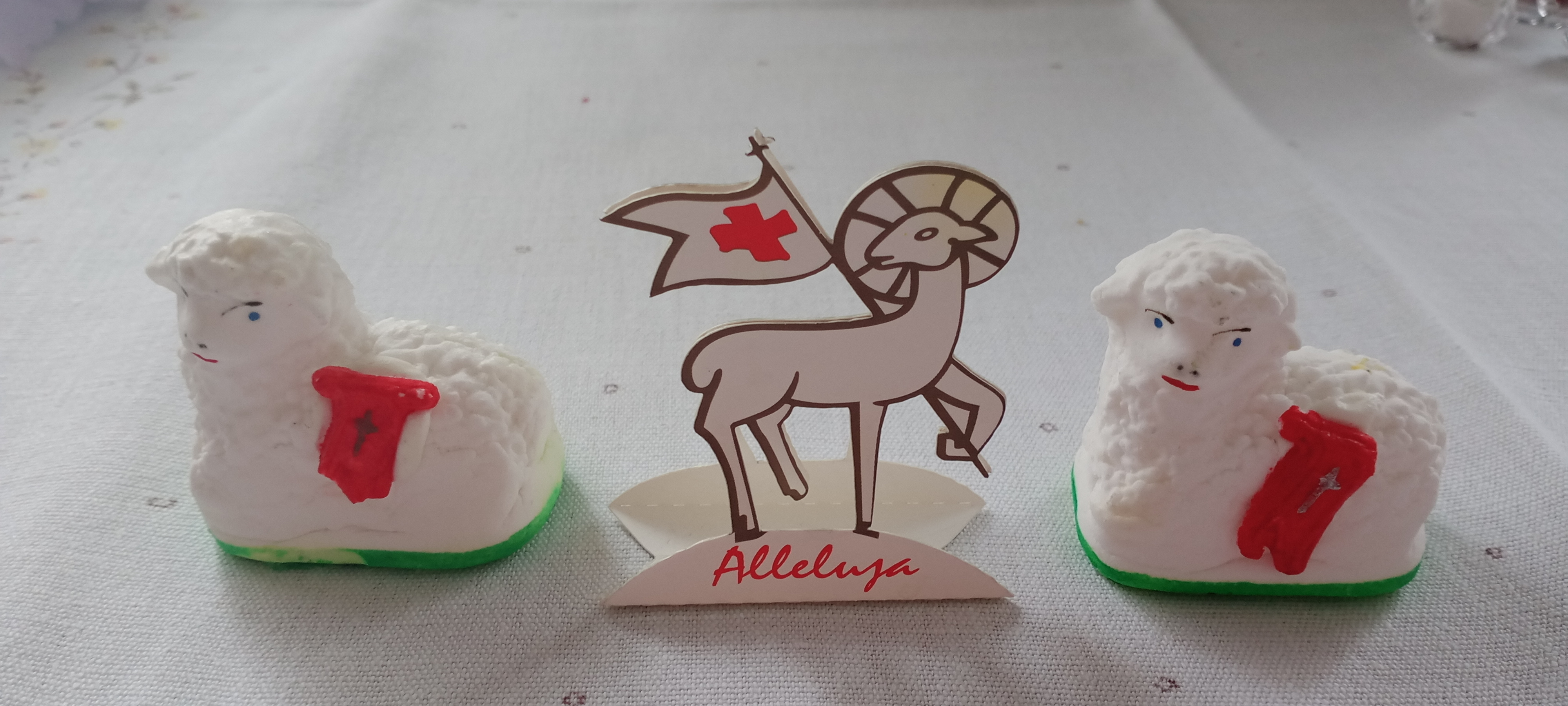
trzy baranki wielkanocne

W Polsce agnusek (od nazwy łacińskiej) to baranek wielkanocny – medalik z wosku poświęcony przez papieża, z odciśniętą na awersie podobizną Jana Chrzciciela, a na rewersie Baranka. Medalik miał chronić przed złem i chorobami. Do dziś w Wielką Sobotę święci się wraz z innymi pokarmami figurki baranka – symbolu Chrystusa, niewinnej Ofiary paschalnej – wykonaną z masła, cukru, ciasta itp.